# Chacmababian
Chacmababian (Papio ursinus) är en art i släktet babianer som tillhör familjen markattartade apor från södra Afrika. Två underarter, P. u. ursinus och P. u. griseipes, finns beskrivna.
En tredje underart, P. u. ruacana, finns angiven i litteratur men det har ansetts tveksamt om den skiljer sig tillräckligt mycket från P. u. ursinus för att utgöra en egen underart.

## Kännetecken
Chacmababianen är antagligen den största babianarten. De fullvuxna hanarna har en vikt på 21 till 45 kg, de mindre honorna 12 till 25 kg. Hanarnas längd (huvud och bål) är på 50 till 115 cm, plus en svanslängd på 45–84 cm.
Färgen på pälsen är grågulaktig till gråbrunaktig på kroppen, svartaktig på händer och fötter och något ljusare på sidorna av nosen, men det finns vissa geografiska skillnader mellan olika populationer och underarter. Underarten P. u. griseipes har gråaktiga händer och fötter och en i allmänhet ljusare päls än nominatformen P. u. ursinus. Ungarna har en mörkare päls än de vuxna djuren. Hanen har ingen man.
Ansiktet är nästan naket och har mörk violett till svart hud. Hanar kännetecknas även av stora hörntänder. Honor blir med svans 108 till 116 cm lång och svanslängden är 56 till 61 cm. Arten har 17,6 till 23,6 cm långa bakfötter och 4,4 till 6,5 cm stora öron. När chacmababianen går håller den svansens främre del upprätt medan den sista 2/3 delen hänger neråt.
Arten har två framtänder i varje käkhalva och den inre framtanden i över- och underkäken är större än den yttre. I överkäken förekommer en tydlig klaff (diastema) mellan den yttre framtanden och hörntanden. Överkäkens hörntand kan hos hanar vara 5 till 6 cm lång och den kännetecknas av en djup grop på baksidan. Angående kindtänder har chacmababianen två premolarer samt tre molarer i båda käkarna. Hos ungarnas mjölktänder förekommer ingen premolar och två molarer.

## Utbredning
Chacmababian förekommer i Angola, Namibia, Botswana, sydvästra Zambia, Zimbabwe, Moçambique och Sydafrika. Den lever både i låglänta områden och mer bergiga områden, upp till en höjd av 2 100 meter över havet. Dess habitat varierar från savanner och andra gräsmarker till halvöken och mer skogklädda områden. En begränsning av dess förekomst utgörs av tillgången till vatten, då den vanligen behöver dricka varje dag.

## Levnadssätt

### Socialt beteende

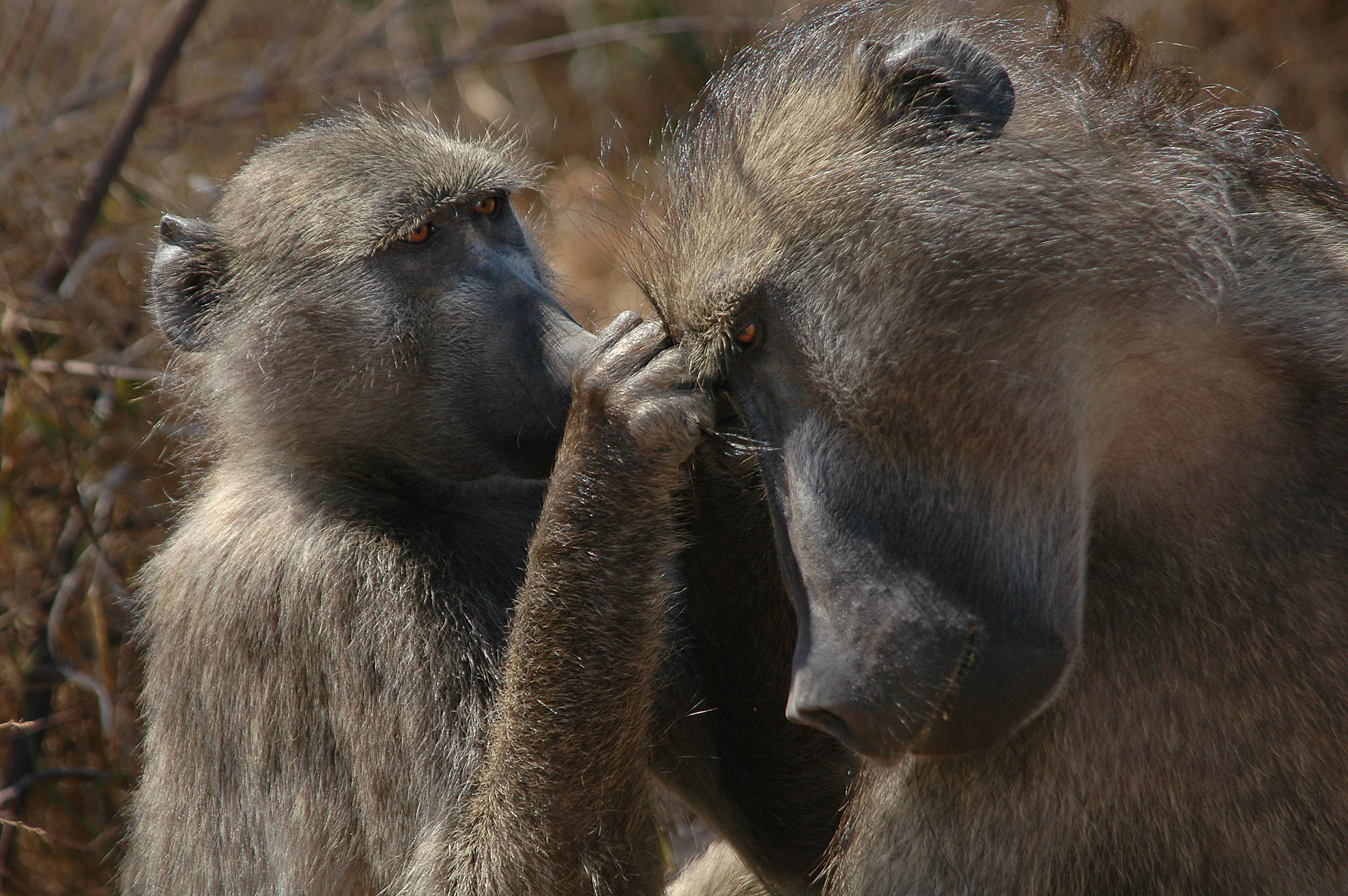
Sociala band stärks genom ömsesidig putsning

Chacmababianen är aktiv på dagen och uppsöker större träd eller klippor för nattvila. Den lever i sociala grupper som vanligen innehåller mellan 20 och 50 djur, men grupper med så många som upp till 130 individer kan förekomma. En grupp innehåller normalt en hierarki där flera vuxna hanar kan ingå, men en liten grupp kan ha endast en vuxen hane.
I områden med bra tillgång till vatten är revirets storlek beroende av flockens storlek. Enligt en studie från 1965 hade en flock med 20 medlemmar ett 9,1 km² stort revir, medan territoriet för en flock med 80 medlemmar var 33,7 km² stort. I regioner med vattenbrist hade flockarna 13 till 23 km² stora revir. Reviren är inte avgränsade mot varandra och det förekommer en större överlappning. Flockarna försöker undvika varandra. Enda undantaget är vattenansamlingar och sovplatser. Där uppkommer ibland strider. Vanligtvis sitter individerna i träd eller buskar med ansiktet mot den andra flocken och sedan viftar de med kvistar eller grenar. På samma sätt visar de missnöjet mot fläckig hyena och lejon.
Mer aggressiva strider kan även uppstå mellan flockens medlemmar, men sällan mellan fullt utvecklade hanar. Individerna förföljer varandra och biter ibland så att det kan orsaka sår. Oftast räcker det om motståndarna visar sin aggression genom lyfta ögonbryn och öppnade läppar, så att hörntänderna blir synliga samt skrik. Flockens äldre medlemmar av båda könen kan ensamma eller i grupp driva iväg medelstora predatorer som leoparder.
När en flock vandrar leds den av de dominanta hanarna och de underordnade hanarna ser till att ingen individ blir efter. Samtidigt vistas de dominanta honorna med sina ungar i flockens centrum och de andra honorna vandrar mellan flockens centrum och hanarna. Ofta syns det att en av hanarna klättrar uppför ett träd och iakttar ett främmande område innan flocken fortsätter. En flock vandrar upp till 14,4 km per dag och den håller rast under dagens mitt.
Under eftermiddagen eller under kvällen uppsöker flocken en markant klippa eller höga träd för att vila. Några undersökta flockar hade fasta viloplatser över flera dagar medan andra flockar byter sovplats flera gångar.

### Rörelse
Arten förflyttar sig på marken och i träd på två eller fyra fötter samt hoppande. Den hoppar över mindre vattendrag och korsar större vattendrag simmande eller också vadar den på två ben.

### Föda
Chacmababianen uppvisar stor variation i sitt val av föda och äter både växtdelar som lökar, skott, rötter, frön och frukt och små ryggradslösa djur som insekter. Den tar även ödlor och ibland kan den också ta små antiloper, som gasellungar. I bebyggda områden kan den ta för sig av odlade grödor och i vissa områden händer det att den tar mindre tamdjur, som exempelvis unga lamm. Däremot är däggdjurens andel i födan mycket liten med en procent enligt en uppskattning från 1982. De största kända bytena vägde mellan 5 och 8 kg. I samband med barnadråp kan det hända att en vuxen hane äter delar av ungen, men köttet har antagligen ingen betydelse som föda.
Chacmababianen kan äta frukter med hårt skal, till exempel av korvträdet (Kigelia africana), som andra markattartade apor undviker. Flera olika djur iakttogs som åt frukter som babianen tappat, däribland medlemmar av oxdjursläktet Tragelaphus samt afrikansk sibetkatt och sidstrimmig schakal.
Arten behöver allmänt tillgång till vattensamlingar med jämnt mellanrum. I undantagsfall klarar sig en flock med den vätska som finns i födan i cirka 11 dagar. Enligt en observation överlevde en flock 116 dagar med endast föda och dagg.

### Fortplantning
Hos denna babian finns ingen fast parningstid och honorna blir könsmogna med 29 till 42 dagars mellanrum. Huden som ansluter till honans könsdelar blir tjockare när ägget mognar och är tjockast vid ägglossningen. Sedan blir huden tunnare.
I flockar med flera vuxna hanar har de dominanta hanarna största chans till parning när en hona blir parningsberedd. Andra hanar som är lägre i hierarkin skapar därför ofta en nära relation till en viss hona för att öka sin egen utsikt att lyckas. Vuxna hanar som är ensamma i flocken tar ingen särskild hänsyn till icke parningsberedda honor. Dräktighetstiden antas vara lika lång som hos andra babianer, alltså cirka 175 dagar. Sedan föds allmänt ett enda ungdjur. Honor blir efter ungefär tre år könsmogna och hanar cirka två år senare. Födelsen sker i ett gömställe bland växter och vanligen vistas andra honor från flocken i närheten. Direkt efter födelsen har ungen en svart päls. Den har från början förmågan att hålla sig fast i moderns päls.
Med människans vård lever chacmababianen vanligen 28 år och de äldsta individerna blev 45 år gamla.

## Status
Ibland dödas en individ av bönder som betraktar babianen som skadedjur. I sällsynta fall säljs arten kroppsdelar på marknader och sedan används de i den traditionella medicinen. Allmänt är Chacmababianen inte sällsynt och den har ett stort utbredningsområde. Dessutom hittas den i olika skyddszoner. IUCN listar hela beståndet som livskraftigt (LC).